# Rainer Aurig
Rainer Aurig (* 30. Juni 1958 in Karl-Marx-Stadt) ist ein deutscher Historiker, der sich vor allem mit der sächsischen Landesgeschichte befasst und zu dieser publiziert.
Er wurde 1989 mit der Arbeit „Die Entwicklung von Steig und Strasse im Gebiet zwischen Freiberger Mulde und Neiße von der Mitte des 10. Jahrhunderts bis Mitte des 14. Jahrhunderts. Ein Beitrag zur Rekonstruktion des Altstrassennetzes auf archäologischer Grundlage“ an der Pädagogischen Hochschule „Karl Friedrich Wilhelm Wander“ Dresden zum Dr. phil. promoviert. Bis 1995 war er Assistent an der Pädagogischen Hochschule bzw. der Technischen Universität Dresden. Ab 1996 war er wissenschaftlicher Mitarbeiter bei der Sächsischen Landesstelle für Museumswesen in Chemnitz. Seit etwa 2010 ist er Referent für Museen und Archäologie im Sächsischen Staatsministerium für Wissenschaft und Kunst.
Er lebt in Finsterwalde.

## Schriften
Monografien
- Die Entwicklung von Steig und Strasse im Gebiet zwischen Freiberger Mulde und Neisse von der Mitte des 10. Jahrhunderts bis Mitte des 14. Jahrhunderts. Ein Beitrag zur Rekonstruktion des Altstrassennetzes auf archäologischer Grundlage. 2 Bände. Diss. phil., PH Dresden 1989, DNB 941233316.

Herausgeberschaften
- mit Steffen Herzog, Simone Lässig: Landesgeschichte in Sachsen. Tradition und Innovation (= Studien zur Regionalgeschichte. Band 10). Verlag für Regionalgeschichte, Bielefeld 1997, ISBN 3-89534-210-6.
- Kulturlandschaft, Museum, Identität. Protokollband zur Tagung „Aufgaben und Möglichkeiten der Musealen Präsentation von Kulturlandschaftsrelikten“ der Arbeitsgruppe „Angewandte Historische Geographie“ vom 7.–9.3.1996 in Plauen/Vgtl. (= Schriften der Rudolf-Kötzschke-Gesellschaft. Band 4). Sax-Verlag, Beucha 1999, ISBN 3-930076-45-4.
- mit Reinhardt Butz, Ingolf Grässler, André Thieme: Im Dienste der historischen Landeskunde. Beiträge zu Archäologie, Mittelalterforschung, Namenkunde und Museumsarbeit vornehmlich in Sachsen. Festgabe für Gerhard Billig zum 75. Geburtstag, dargebracht von Schülern und Kollegen (= Schriften der Friedrich-Gustav-Klemm-Gesellschaft. Band 2). Sax-Verlag, Beucha 2002, ISBN 3-934544-30-4.
- mit Reinhardt Butz, Ingolf Grässler, André Thieme: Burg – Straße – Siedlung – Herrschaft. Studien zum Mittelalter in Sachsen und Mitteldeutschland. Festschrift für Gerhard Billig zum 80. Geburtstag (= Schriften der Friedrich-Gustav-Klemm-Gesellschaft. Band 4). Sax-Verlag, Beucha 2007, ISBN 3-86729-012-1.